# 1748.
◄ | 17. stoljeće | 18. stoljeće | 19. stoljeće | ►
◄ | 1710-ih | 1720-ih | 1730-ih | 1740-ih | 1750-ih | 1760-ih | 1770-ih | ►
◄◄ | ◄ | 1745. | 1746. | 1747. | 1748. | 1749. | 1750. | 1751. | ► | ►►
Arhitektura • Astronomija • Biologija • Glazba • Kazalište • Kemija • Kiparstvo • Knjige • Književnost • Kršćanstvo • Medicina • Politika • Pravo • Promet • Slikarstvo • Znanost

## Događaji
- 18. listopada – sklopljen je Aachenski mir

## Rođenja
- Adamandios Korais, grčki prosvjetitelj (novogrčki jezik) († 1833.)
- 12. travnja – Antoine Laurent de Jussieu – francuski botaničar († 1836.)

## Vanjske poveznice
|  | Zajednički poslužitelj ima još gradiva o temi 1748. |